# Schnatterrind

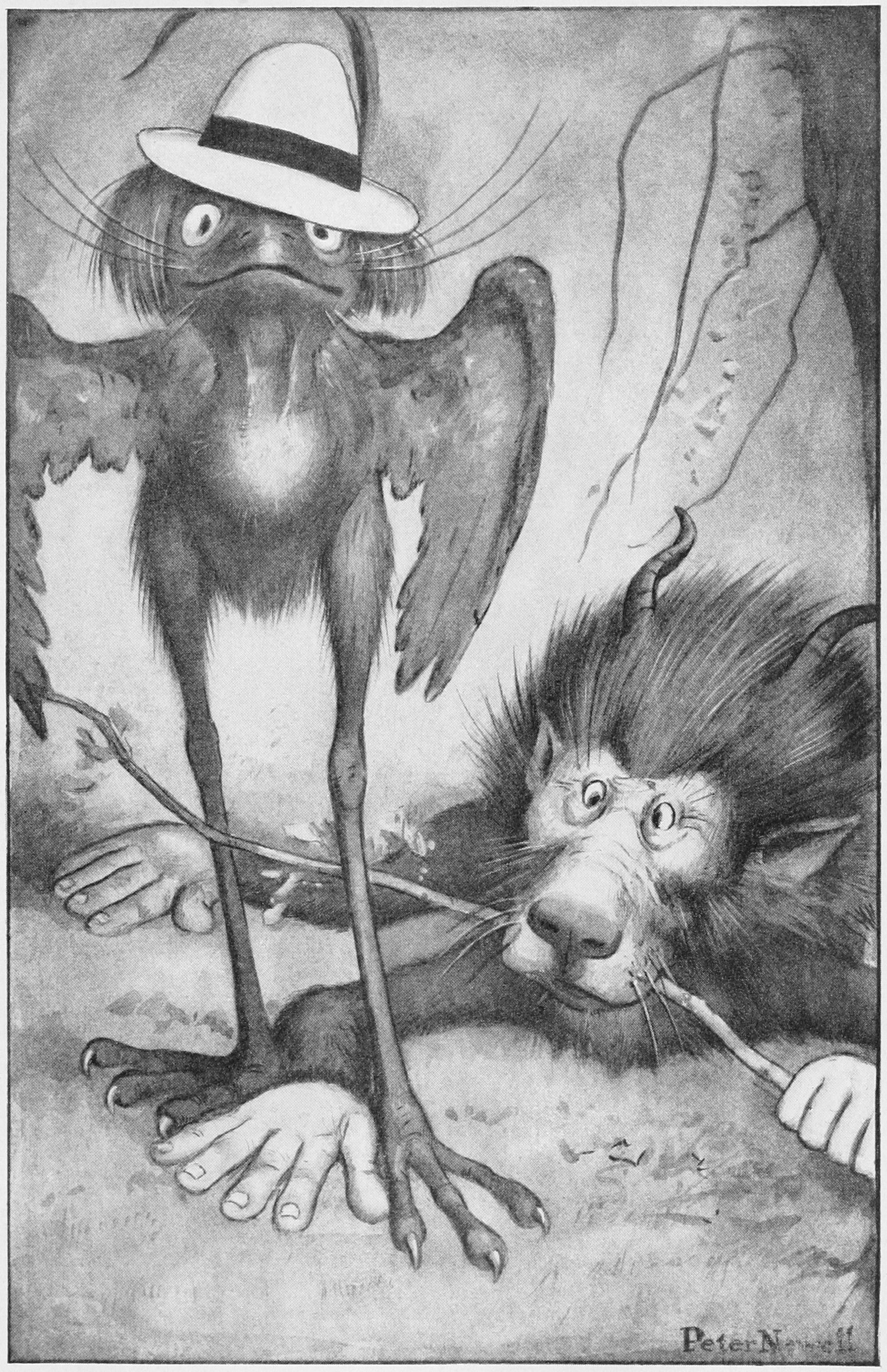
Bandersnatch (rechts) - Illustration von Peter Newell

Das Schnatterrind (auch bekannt als Bandersnatch) ist eine fiktive Kreatur in Lewis Carrolls Romanen von 1871 und 1874. Sie wurden zwar oftmals übersetzt, aber im deutschen Sprachraum ist das Schnatterrind fast gänzlich unbekannt. Außerdem beschreibt keines der Werke konkret dessen Erscheinungsbild. In dem Gedicht The Hunting of the Snark (im Deutschen zum Beispiel Die Jagd nach dem Schnark, Die Jagd nach dem Schlarg oder Die Jagd nach dem Schnatz) besitzt es einen langen Hals und schnappende Unterkiefer, und alle Bücher beschreiben es als wild und unfassbar schnell. Carrolls Buch Alice hinter den Spiegeln lässt vermuten, dass Schnatterrinder wahrscheinlich hinter den Spiegeln zu finden sind, und in der Jagd nach dem Schnatz trifft eine Gruppe verrückter Reisender auf genau so ein Tier. In gewisser Weise sind in England die Schnatterrinder zu einer Art Legende geworden; sie wurden oft adaptiert und kommen in vielen Werken anderer Autoren vor.

## Aussehen
Carrolls erste Nennung eines Schnatterrindes erfolgt in dem Gedicht Jabberwocky (im deutschen Sprachraum auch bekannt als Zipferlake, Jammerwoch oder Brabbelback) und ist sehr kurz: der Erzähler des Gedichtes warnt seinen Sohn: „[…] sieh dich vor / Dem mampfen Schnatterrind!“ Daraus kann man schließen, dass dieses Wesen wahrscheinlich eine Art Kuh oder Rind ist, das gerne schnattert, wenn es nicht gerade frisst. Später in der Erzählung von Hinter den Spiegeln sagt der weiße König von seiner Frau (der weißen Dame): „Sie rennt so schrecklich schnell dahin. Sie einholen? Warum nicht gleich ein Schnatterrind!“ Ein andermal bemerkt er, dass Schnatterrinder mindestens so schnell sind wie die Zeit.
In der „Jagd nach dem Schnatz“ gibt es eine Szene, in der der Banker auf das Schnatterrind trifft:
Und der mutige Banker, voll frischestem Wahn

     Machte fein sich danach für die Hatz,

Und rannte so schnell, dass sie ihn nicht mehr sah’n

     Auf der ewigen Jagd nach dem Schnatz.

Und während er suchte mit Schleim und Manie,

     ein Schnatterrind trabte zu ihm,

Und packte den Banker, der daraufhin schrie,

     Denn er wusste, er konnte nicht flieh’n.

Er bot ihm Rabatt an und Preisnachlass, falls

     er nehme auch Schilling und Pfund:

Doch das Schnatterrind griff ihm nur um den Hals

     Und entblößte den riesigen Schlund.

Er sah in die mampfigsten Kieferklüfte

     Die Klauen, die war’n ihm zu viel —

Er sauste und hüpfte, er tanzte und lüpfte,

     Bis er dann in Ohnmacht fiel.

Als die anderen kam’, ist das Rind schon gefloh’n

     Denn ein Schrei kringelt ihn wie ’ne Flocke:

Und der Bootsmann, der rief: „Ja, das dacht’ ich mir schon!“

     Und bimmelt ganz schief mit der Glocke.

(Freie Übersetzung aus dem Britischen Englisch)

## Schnatterrind in der Literatur
Anna Matlack Richards’ A New Alice in the Old Wonderland (1895) enthält eine breitere Erklärung des Schnatterrindes. In einem darin enthaltenen Gedicht zieht ein neuer Held los, das Schnatterrind zu erjagen und dadurch genauso berühmt zu werden wie der, der den Zipferlaken umgebracht hat. Anna schreibt, dass es wichtig ist, ein gebifftes Schwert oder eine geölte Pistole dabei zu haben, denn man kann nie wissen, was ein Schnatterrind als Nächstes tun wird. Der Held beschreibt das Wesen als langbeinig, langschwänzig und mit der Kraft, zu fliegen. Außerdem scheint es sich als Baum tarnen zu können.
In einem Brief schrieb C. S. Lewis in etwa, dass nichts auf der Welt J.R.R. Tolkien beeinflussen kann – wenn, dann schon ein Schnatterrind!